# 2011-es Ázsia-kupa (C csoport)
A 2011-es Ázsia-kupa C csoportja egyike volt a 2011-es Ázsia-kupa 4 csoportjának. A csoport első mérkőzéseit január 10-én, míg a befejezőkört január 18-án játszották a csapatok. Mind a hat mérkőzés helyszíne Doha volt. A csoport tagjai: Ausztrália, Dél-Korea, India és Bahrein voltak.

## Tabella
| Csapat     | M | Gy | D | V | G+ | G– | Gk  | P |
| ---------- | - | -- | - | - | -- | -- | --- | - |
| Ausztrália | 3 | 2  | 1 | 0 | 6  | 1  | +5  | 7 |
| Dél-Korea  | 3 | 2  | 1 | 0 | 7  | 3  | +4  | 7 |
| Bahrein    | 3 | 1  | 0 | 2 | 6  | 5  | +1  | 3 |
| India      | 3 | 0  | 0 | 3 | 3  | 13 | –10 | 0 |

## India – Ausztrália
Minden időpont UTC+3.
| 2011. január 10. 16:15 UTC+3 |

| India | 0–4               | Ausztrália                             |
| ----- | ----------------- | -------------------------------------- |
|       | (0–3) Jegyzőkönyv | Cahill 11' 65' Kewell 24' Holman 45+1' |

| Jassim Bin Hamad Stadion Nézőszám: 11 749 Játékvezető: Ali Al Badwawi (Arab Emírségek) |

| India | Ausztrália |

| INDIA:               |    |                       |
|                      |    |                       |
| GK                   | 1  | Subrata Pal           |
| RB                   | 17 | Surkumar Singh        |
| CB                   | 19 | Gouramangi Singh      |
| CB                   | 5  | Anwar Ali             |
| LB                   | 12 | Deepak Mondal         |
| CM                   | 20 | Climax Lawrence (Csk) |
| CM                   | 7  | Pappachen Pradeep 61' |
| RW                   | 23 | Steven Dias 79'       |
| LW                   | 22 | Syed Rahim Nabi       |
| CF                   | 18 | Mohammed Rafi 63'     |
| CF                   | 11 | Sunil Chhetri         |
| Cserék:              |    |                       |
| MF                   | 16 | Mehrajuddin Wadoo 61' |
| FW                   | 9  | Abhishek Yadav 63'    |
| MF                   | 8  | Renedy Singh 79'      |
| Szövetségi kapitány: |    |                       |
| Bob Houghton         |    |                       |

| AUSZTRÁLIA:          |    |                    |
|                      |    |                    |
| GK                   | 1  | Mark Schwarzer     |
| RB                   | 8  | Luke Wilkshire     |
| CB                   | 2  | Lucas Neill (Csk)  |
| CB                   | 6  | Saša Ognenovski    |
| LB                   | 3  | David Carney       |
| CM                   | 5  | Jason Čulina       |
| CM                   | 15 | Mile Jedinak 62'   |
| RW                   | 7  | Brett Emerton 77'  |
| LW                   | 14 | Brett Holman       |
| SS                   | 10 | Harry Kewell 72'   |
| CF                   | 4  | Tim Cahill         |
| Cserék:              |    |                    |
| MF                   | 17 | Matt McKay 62'     |
| FW                   | 9  | Scott McDonald 72' |
| FW                   | 11 | Nathan Burns 77'   |
| Szövetségi kapitány: |    |                    |
| Holger Osieck        |    |                    |

| Mérkőzés embere: Tim Cahill (Ausztrália) Asszisztensek: Saleh Al Marzouqi (kuvaiti) Yaser Marad (kuvaiti) Negyedik számú játékvezető: Mohsen Torky (iráni) |

## Dél-Korea – Bahrein
| 2011. január 10. 19:15 UTC+3 |

| Dél-Korea            | 2–1               | Bahrein              |
| -------------------- | ----------------- | -------------------- |
| Ku Dzsacshol 40' 52' | (1–0) Jegyzőkönyv | Aaish 85' (11-esből) |

| Al Gharafa Stadion Nézőszám: 4 967 Játékvezető: Abdullah Al Hilali (ománi) |

| Dél-Korea | Bahrein |

| DÉL-KOREA:           |    |                       |
|                      |    |                       |
| GK                   | 1  | Jung Sung-Ryong       |
| RB                   | 22 | Cha Du-Ri             |
| CB                   | 5  | Kwak Tae-Hwi 83′      |
| CB                   | 14 | Lee Jung-Soo 81'      |
| LB                   | 12 | Lee Young-Pyo         |
| CM                   | 16 | Ki Sung-Yueng         |
| CM                   | 6  | Lee Yong-Rae          |
| AM                   | 7  | Park Ji-Sung (Csk)    |
| RW                   | 17 | Lee Chung-Yong        |
| LW                   | 13 | Ku Dzsacshol 78'      |
| CF                   | 10 | Ji Dong-Won 68'       |
| Cserék:              |    |                       |
| MF                   | 11 | Son Heung-Min 68' 85' |
| MF                   | 19 | Yeom Ki-Hun 78'       |
| DF                   | 4  | Cho Yong-Hyung 85'    |
| Szövetségi kapitány: |    |                       |
| Cho Kwang-Rae        |    |                       |

| BAHREIN:             |    |                           |
|                      |    |                           |
| GK                   | 1  | Mahmood Abdulla           |
| RB                   | 15 | Abdullah Omar             |
| CB                   | 3  | Abdulla Al Marzooqi       |
| CB                   | 23 | Ebrahim Al Mishkhas (Csk) |
| LB                   | 2  | Rashed Al Hooti           |
| CM                   | 4  | Abdulla Baba Fatadi       |
| CM                   | 12 | Faouzi Mubarak Aaish 54'  |
| CM                   | 17 | Husain Ali Hasan 11'      |
| RW                   | 11 | Ismaeel Abdullatif 79'    |
| LW                   | 13 | Mahmood Abdulrahman 69'   |
| CF                   | 8  | Jaycee Okwunwanne         |
| Cserék:              |    |                           |
| MF                   | 7  | Hamad Rakea Al Anezi 11'  |
| DF                   | 6  | Abbas Ayyad 69'           |
| FW                   | 20 | Abdulla Al-Dakeel 79'     |
| Szövetségi kapitány: |    |                           |
| Salman Sharida       |    |                           |

| Mérkőzés embere: Ku Dzsacshol (Dél-Korea) Asszisztensek: Bahadir Kocskarov (Kirgiz) Hamed Al Mayahi (Arab emírségek) Negyedik számú játékvezető: Alireza Faghani (iráni) |

## Ausztrália – Dél-Korea
| 2011. január 14. 16:15 UTC+3 |

| Ausztrália  | 1–1               | Dél-Korea        |
| ----------- | ----------------- | ---------------- |
| Jedinak 62' | (0–1) Jegyzőkönyv | Ku Dzsacshol 24' |

| Al Gharafa Stadion Nézőszám: 15 526 Játékvezető: Abdulrahman Mohammed (katari) |

| Ausztrália | Dél-Korea |

| AUSZTRÁLIA:          |    |                     |
|                      |    |                     |
| GK                   | 1  | Mark Schwarzer      |
| RB                   | 8  | Luke Wilkshire 68'  |
| CB                   | 2  | Lucas Neill (Csk)   |
| CB                   | 6  | Saša Ognenovski 43' |
| LB                   | 3  | David Carney        |
| CM                   | 5  | Jason Čulina 46'    |
| CM                   | 15 | Mile Jedinak        |
| RW                   | 7  | Brett Emerton 29'   |
| LW                   | 14 | Brett Holman 89'    |
| SS                   | 10 | Harry Kewell        |
| CF                   | 4  | Tim Cahill 90+3'    |
| Cserék:              |    |                     |
| MF                   | 16 | Carl Valeri 46'     |
| RB                   | 13 | Jade North 68'      |
| MF                   | 17 | Matt McKay 89'      |
| Szövetségi kapitány: |    |                     |
| Holger Osieck        |    |                     |

| DÉL-KOREA:           |    |                       |
|                      |    |                       |
| GK                   | 1  | Jung Sung-Ryong       |
| RB                   | 22 | Cha Du-Ri 23'         |
| CB                   | 14 | Lee Jung-Soo          |
| CB                   | 3  | Hwang Jae-Won         |
| LB                   | 12 | Lee Young-Pyo         |
| CM                   | 16 | Ki Sung-Yueng 35'     |
| CM                   | 6  | Lee Yong-Rae          |
| AM                   | 7  | Park Ji-Sung (Csk)    |
| RW                   | 17 | Lee Chung-Yong        |
| LW                   | 13 | Ku Dzsacshol 67'      |
| CF                   | 10 | Ji Dong-Won 67'       |
| Cserék:              |    |                       |
| MF                   | 19 | Yeom Ki-Hun 67'       |
| CF                   | 9  | Yoo Byung-Soo 67' 89' |
| MF                   | 8  | Yoon Bit-Garam 89'    |
| Szövetségi kapitány: |    |                       |
| Cho Kwang-Rae        |    |                       |

| Mérkőzés embere: Park Ji-Sung (Dél-Korea) Asszisztensek: Mohammad Dharman (katari) Hassan Al Thawadi (katari) Negyedik számú játékvezető: Abdullah Balideh (katari) |

## Bahrein – India
| 2011. január 14. 19:15 UTC+3 |

| Bahrein                                     | 5–2               | India                     |
| ------------------------------------------- | ----------------- | ------------------------- |
| Aaish 8' (11-esből) Ismaeel 16' 19' 35' 77' | (4–1) Jegyzőkönyv | Gouramangi 9' Chhetri 52' |

| Jassim Bin Hamad Stadion Nézőszám: 11 032 Játékvezető: Subkhiddin Mohd Salleh (maláj) |

| Bahrein | India |

| BAHREIN:             |    |                               |
|                      |    |                               |
| GK                   | 1  | Mahmood Abdulla               |
| RB                   | 15 | Abdullah Omar                 |
| CB                   | 3  | Abdulla Al Marzooqi           |
| CB                   | 23 | Ebrahim Al Mishkhas (Csk)     |
| LB                   | 14 | Salman Isa                    |
| CM                   | 7  | Hamad Rakea Al Anezi          |
| CM                   | 20 | Abdulla Al-Dakeel 67'         |
| CM                   | 18 | Abdulwahab Ali                |
| RW                   | 11 | Ismaeel Abdullatif 83'        |
| LW                   | 12 | Faouzi Mubarak Aaish 60′, 62′ |
| CF                   | 8  | Jaycee Okwunwanne 78'         |
| Cserék:              |    |                               |
| CF                   | 13 | Mahmood Abdulrahman 67'       |
| CM                   | 4  | Abdulla Baba Fatadi 78'       |
| DF                   | 16 | Dawood Saad 83'               |
| Szövetségi kapitány: |    |                               |
| Salman Sharida       |    |                               |

| INDIA:               |    |                             |
|                      |    |                             |
| GK                   | 1  | Subrata Pal                 |
| RB                   | 17 | Surkumar Singh              |
| CB                   | 19 | Gouramangi Singh            |
| CB                   | 5  | Anwar Ali                   |
| LB                   | 22 | Syed Rahim Nabi             |
| CM                   | 20 | Climax Lawrence (Csk)       |
| CM                   | 7  | Pappachen Pradeep 74'       |
| RW                   | 23 | Steven Dias 18'             |
| LW                   | 8  | Renedy Singh 74'            |
| CF                   | 9  | Abhishek Yadav              |
| CF                   | 11 | Sunil Chhetri               |
| Cserék:              |    |                             |
| DF                   | 12 | Deepak Mondal 74'           |
| MF                   | 16 | Mehrajuddin Wadoo 90+3' 74' |
| Szövetségi kapitány: |    |                             |
| Bob Houghton         |    |                             |

| Mérkőzés embere: Ismaeel Abdullatif (Bahrein) Asszisztensek: Mu Yuxin (kínai) Mohd Sabri Bin Mat Daud (maláj) Negyedik számú játékvezető: Ravshan Ermatov (üzbég) |

## Dél-Korea – India
| 2011. január 18. 16:15 UTC+3 |

| Dél-Korea                                            | 4–1               | India                  |
| ---------------------------------------------------- | ----------------- | ---------------------- |
| Ji Dong-Won 6' 23' Ku Dzsacshol 9' Son Heung-Min 81' | (3–1) Jegyzőkönyv | Chhetri 12' (11-esből) |

| Al Gharafa Stadion Nézőszám: 11 366 Játékvezető: Khalil Al Ghamdi (Szaúd-arábiai) |

| Dél-Korea | India |

| DÉL-KOREA:           |    |                        |
|                      |    |                        |
| GK                   | 1  | Jung Sung-Ryong        |
| RB                   | 22 | Cha Du-Ri 46'          |
| CB                   | 3  | Hwang Jae-Won          |
| CB                   | 5  | Kwak Tae-Hwi           |
| LB                   | 12 | Lee Young-Pyo          |
| CM                   | 16 | Ki Sung-Yueng 46'      |
| CM                   | 6  | Lee Yong-Rae           |
| AM                   | 7  | Park Ji-Sung (Csk) 76' |
| RW                   | 17 | Lee Chung-Yong         |
| LW                   | 13 | Ku Dzsacshol           |
| CF                   | 10 | Ji Dong-Won            |
| Cserék:              |    |                        |
| DF                   | 2  | Choi Hyo-Jin 46'       |
| MF                   | 11 | Son Heung-Min 46'      |
| MF                   | 8  | Yoon Bit-Garam 76'     |
| Szövetségi kapitány: |    |                        |
| Cho Kwang-Rae        |    |                        |

| INDIA:               |    |                         |
|                      |    |                         |
| GK                   | 1  | Subrata Pal             |
| RB                   | 17 | Irungbam Surkumar Singh |
| CB                   | 19 | Gouramangi Singh        |
| CB                   | 5  | Anwar Ali               |
| LB                   | 8  | Renedy Singh 5'         |
| CM                   | 20 | Climax Lawrence         |
| CM                   | 7  | Pappachen Pradeep 56'   |
| RW                   | 23 | Steven Dias             |
| LW                   | 22 | Syed Rahim Nabi 66'     |
| CF                   | 11 | Sunil Chhetri           |
| CF                   | 9  | Abhishek Yadav 78'      |
| Cserék:              |    |                         |
| DF                   | 12 | Deepak Mondal 5'        |
| MF                   | 16 | Mehrajuddin Wadoo 56'   |
| FW                   | 15 | Baichung Bhutia 78'     |
| Szövetségi kapitány: |    |                         |
| Bob Houghton         |    |                         |

| Samsung's "Mérkőzés embere" Ku Dzsacshol (Dél-Korea) Asszisztensek: Hassan Kamranifar (iráni) Reza Sokhandan (iráni) Negyedik számú játékvezető: Valentin Kovalenko (üzbég) |

## Ausztrália – Bahrein
| 2011. január 18. 16:15 UTC+3 |

| Ausztrália  | 1–0               | Bahrein |
| ----------- | ----------------- | ------- |
| Jedinak 37' | (1–0) Jegyzőkönyv |         |

| Jassim Bin Hamad Stadion Nézőszám: 3919 Játékvezető: Júicsi Nisimura (japán) |

| Ausztrália | Bahrein |

| AUSZTRÁLIA:          |    |                    |
|                      |    |                    |
| GK                   | 1  | Mark Schwarzer     |
| RB                   | 13 | Jade North 80'     |
| CB                   | 2  | Lucas Neill (Csk)  |
| CB                   | 6  | Saša Ognenovski    |
| LB                   | 17 | Matt McKay         |
| CM                   | 16 | Carl Valeri        |
| CM                   | 15 | Mile Jedinak       |
| RW                   | 7  | Brett Emerton 42'  |
| LW                   | 14 | Brett Holman 86'   |
| SS                   | 10 | Harry Kewell 76'   |
| CF                   | 4  | Tim Cahill 90'     |
| Cserék:              |    |                    |
| FW                   | 9  | Scott McDonald 76' |
| MF                   | 22 | Neil Kilkenny 80'  |
| FW                   | 23 | Robbie Kruse 90'   |
| Szövetségi kapitány: |    |                    |
| Holger Osieck        |    |                    |

| BAHREIN:             |    |                               |
|                      |    |                               |
| GK                   | 1  | Mahmood Abdulla               |
| RB                   | 15 | Abdullah Omar                 |
| CB                   | 3  | Abdulla Al Marzooqi           |
| CB                   | 23 | Ebrahim Al Mishkhas (Csk) 81' |
| LB                   | 14 | Salman Isa 90'                |
| CM                   | 7  | Hamad Rakea Al Anezi          |
| CM                   | 13 | Mahmood Abdulrahman 55'       |
| CM                   | 18 | Abdulwahab Ali 71'            |
| RW                   | 11 | Ismaeel Abdullatif            |
| LW                   | 4  | Abdulla Fatadi 65'            |
| CF                   | 8  | Jaycee Okwunwanne 29' 66'     |
| Cserék:              |    |                               |
| MF                   | 2  | Rashed Al Hooti 55'           |
| FW                   | 20 | Abdulla Al-Dakeel 66'         |
| MF                   | 9  | Abd el-Vaháb el-Malúd 90'     |
| Szövetségi kapitány: |    |                               |
| Salman Sharida       |    |                               |

| Asszisztensek: Toru Sagara (japán) Toshiyuki Nagi (japán) Negyedik számú játékvezető: Mohsen Torky (iráni) |